# زمین‌لرزه ۱۹۶۰ کنگو
زمین‌لرزه کنگو  در تاریخ ۲۲ سپتامبر ۱۹۶۰ میلادی، برابر با ‎۳۱ شهریور ۱۳۳۹، ساعت ۹:۰۵:۳۲ به زمان یوتی‌سی در کنگو رخ داد. ژرفای این زلزله ۲۸ کیلومتر بود. بزرگی آن ۶٫۶ در مقیاس ریشتر اعلام شده‌است. زمین‌لرزه به وقت محلی در روز پنج‌شنبه، ساعت ۱۱ روی داده و منطقه زمانی آن یوتی‌سی +۲ بوده‌است .
سازمان زمین‌شناسی آمریکا نیز جای این زمین‌لرزه را در مختصات ۳°۳۶′جنوبی ۲۹°۰۰′شرقی / ۳٫۶°جنوبی ۲۹°شرقی و بزرگی آنرا برابر با ۶٫۶ در مقیاس ریشتر اعلام کرده‌است. ژرفای گزارش شده از سوی این سازمان ۲۸ کیلومتر می‌باشد.
شمار کشتگان زلزله حدود ۲۴ نفر بوده‌است.